# Aeroflot-Flug 109
Am 18. Mai 1973 wurde eine Tupolew Tu-104 auf dem innersowjetischen Linienflug Aeroflot Flug-109 von Moskau über Tscheljabinsk und Nowosibirsk und Irkutsk nach Tschita entführt. Alle 81 Insassen starben, nachdem das Flugzeug durch eine Bombe zum Absturz gebracht wurde.

## Flugzeug und Insassen
Das Flugzeug war eine Tupolew Tu-104A (Luftfahrzeugkennzeichen: CCCP-42379, Werknummer: 8350403), die seit dem 26. April 1958 bis zum Unfall 19.329 Flugstunden und 8.841 Flugzyklen absolviert hatte.
Die Cockpitbesatzung bestand aus Flugkapitän Nikolai Andrejewitsch Obodjanski, dem Ersten Offizier Juri Wladimirowitsch Ponomarjow, dem Flugingenieur Georgi Georgijewisch Kusenkow, dem Navigator Wladislaw Sergejewitsch Baryschnikow und dem Funker Nikolai Andrejewitsch Jefimzew.
Die zuständigen Flugbegleiter waren Tatjana Michailowna Jewstignejewa, Olga Wassiljewna Korizko und Gennadi Anatoljewitsch Gratschjow. 
Darüber hinaus flog der Polizist Wladimir Michailowitsch Joschikow als Passagier mit.

## Verlauf
Die Tu-104 hob in Irkutsk, wo die Besatzung gewechselt worden war, um 9:02 Uhr Ortszeit ab. Die Piloten meldeten um 9:15 Uhr das Erreichen von 9000 m Höhe. Um 9:20 Uhr nahmen sie mit dem Fluglotsen in Tschita Funkkontakt auf, der wiederum um 9:32 Uhr die Freigabe zum Sinken auf 3900 m gab. Um 9:36 Uhr bekamen die Piloten vom Lotsen die Entfernung zum Flughafen von 135 km genannt. Flugkapitän Obodjanski meldete, dass eine Person aus der Passagierkabine eine Kursänderung verlange und in Kürze nennen werde, wohin diese führe. Gleichzeitig morste der Flugingenieur Kusenkow einen damit verschlüsselten Notruf. Als der Lotse um 9:37:15 Uhr nach der Flughöhe fragte, meldeten die Piloten, dass sie auf 6600 m verbleiben. Um 9:38 Uhr wurde erneut ein Notruf gemorst, der nach dem neunten Piep unterbrochen wurde. Als der Lotse 20 Sekunden nach Beginn des Morsens den Piloten die Entfernung zum Flughafen von 100 km angeben wollte, bemerkte er, dass das Flugzeug auf dem Radarschirm verschwand und eine Explosionswolke zu sehen war.

## Ursache
Etwas mehr als eine Stunde später entdeckten die Piloten eines Hubschraubers des Typs Mil Mi-8 um 10:55 Uhr Ortszeit in der Gebirgstaiga um den 1.377 m hohen Berg Chundunai (Гора Хундунай; Koordinaten des Bergs: 51° 46′ 46″ N, 111° 31′ 27″ O) die verstreuten Wrackteile – 97 Kilometer westlich des Flughafens Tschita. Über zehn Kilometer verstreut waren diese Trümmer auf das Gebiet niedergegangen.
Fünf Augenzeugen gaben an, sie hätten zwischen 9:35 Uhr und 9:45 Uhr eine Explosion gehört und Flugzeugtrümmer und Menschen aus großer Höhe stürzen sehen. Die Ermittler kamen anhand der Streuung zum Schluss, dass die Tu-104 durch das Explodieren einer 5,5–6 kg schweren Bombe in der vorderen Passagierkabine auseinandergebrochen sei. Am Tag nach dem Absturz wurde die Leiche eines auf 30–35 Jahre geschätzten Mannes gefunden. Sie unterschied sich von allen anderen insofern, als sie zwei Schusswunden in der Brust aufwies, bei denen die Kugeln auch das Herz durchdrungen hatten. Außerdem fehlten der Leiche beide Hände und sie hatte andere Verletzungen, die für eine Explosion in unmittelbarer Nähe sprachen. Trotz der großflächigen Streuung konnte die Pistole des begleitenden Polizisten Joschikow gefunden werden. Ihr fehlten 2 Patronen. 
Zur Identifikation wurde der zerborstene Schädel wieder zusammengesetzt. Es wurde festgestellt, dass es sich bei der Person um den in Kirowabad geborenen 32-jährigen Tschingis (Tengis) Junus-Ogly Rsajew handelte. Angeblich erkannte ein Kassierer am Irkutsker Flughafen ihn auf dem Foto seines zusammengesetzten Schädels. Er hatte Erfahrung im Umgang mit Sprengstoff. Außerdem verschwanden mehrere Kilo Sprengstoff, als er bei der Straßenbauverwaltung arbeitete, kurze Zeit bevor er Flug 109 antrat. In seiner Wohnung fand man Sprengstoff und Zeichnungsentwürfe für eine Bombe. Nach dem Ausscheiden aus dem Militär wollte er sich am Staatlichen Moskauer Institut für Internationale Beziehungen einen diplomatischen Grad erarbeiten. Aber da er schon Probleme hatte, sich auf Russisch zu verständigen und erst recht in anderen Sprachen, fiel er bei jeder Prüfung durch. Einer seiner Freunde sagte, dass er sich dies sehr zu Herzen genommen habe und er wiederholt den Wunsch geäußert habe, nach China auszuwandern. Er hatte wahrscheinlich die Hoffnung, nicht an die Sowjetunion ausgeliefert zu werden, da diese zu China ein angespanntes politisches Verhältnis hatte.  
Als Rsajew auf Flug 109 mit der Bombe den Zugang ins Cockpit erpresst hatte und es betreten wollte, wurde er von Joschikow zweimal ins Herz geschossen. Dies hinderte Rsajew nicht daran, die Bombe sofort danach zu zünden.